# Ileana Stana-Ionescu
Ileana Stana-Ionescu (Brad, 14 settembre 1936 – Bucarest, 30 giugno 2024) è stata un'attrice e politica romena, appartenente alla minoranza italo-romena da parte della madre.

## Biografia
Ileana Stana-Ionescu nacque il 14 settembre 1936 a Brad.
Dopo il diploma liceale, debuttò al Teatro di Stato di Reșița nel 1955 all'età di 19 anni, interpretando Agnese in La scuola delle mogli di Molière.
Nel 1959 si trasferì al Teatro della Gioventù di Piatra Neamț. Dal 1965 lavorò presso il Teatro Nazionale di Bucarest (di cui fu socia onoraria dal 2002) e in televisione. Dal 1964 prese parte ad oltre 30 film, ricevendo numerosi premi.
Venne eletta con il partito della Comunità Italiana di Romania nella legislatura 2000-2004 della Camera dei deputati rumena, in rappresentanza della minoranza italo-romena. Svolse vari incarichi quali segretario della Commissione per la cultura, le arti, i mass media, presidente del gruppo parlamentare di amicizia con la Repubblica di Panama, membro del Gruppo parlamentare di amicizia con l'Italia e promotore della proposta legislativa di modifica e integrazione della legge n. 70/1991 sulle elezioni locali.
Morì a Bucarest il 30 giugno 2024 all'età di 87 anni.

## Filmografia

### Cinema
- Merii sălbatici (1964)
- Un film cu o fată fermecătoare (1966)
- Drum în penumbră (1972)
- Păcală (1974)
- Un august în flăcări (1974) - serial TV
- Zidul (1975)
- Gloria nu cântă (1976)
- Serenadă pentru etajul 12 (1977)
- Tufă de Veneția (1977)
- Eu, tu, și... Ovidiu (1978)
- Al patrulea stol (1979)
- Singur printre prieteni (1980)
- Dumbrava minunată (1980)
- Șantaj (1981) - maiorul Minerva Tutovan
- Alo, aterizează străbunica!... (1981)
- Grăbește-te încet (1981)
- Pe malul stîng al Dunării albastre (1983)
- Secretul lui Bachus (1984)

- Cucoana Chirița (1986)
- Cuibul de viespi (1986) - Fraulein
- Secretul lui Nemesis (1987)
- Chirița în Iași (1987)
- Zâmbet de soare (1987)
- Campioana (1989)
- ...escu (1990)
- Harababura (1990)
- Bloodlust: Subspecies III (1994)
- Meurtres par procuration (1995) - Directoarea
- Aici nu mai locuiește nimeni (1995)
- Sexy Harem Ada-Kaleh (2001)
- Căsătorie imposibilă (2004) - serial TV
- Milionari de weekend (2004) - soția lui Saizman
- O soacră de coșmar (2006) - serial TV
- Păcală se întoarce (2006) - soția deputatului
- Fetele marinarului (2009)- serial TV - Marta
- Las Fierbinti  (2012) - serial TV - mama primarului
- Adela (2021) - serial TV

### Televisione
- Patima roșie di Mihail Sorbul (Tofana)
- Doctor fără voie di Molière
- Gaițele di Alexandru Kirițescu (Zoita)
- Titanic vals di Tudor Mușatescu (Dacia)
- Doctor în filosofie di Bronislav Nușici (Dna Draga)
- Nu-ți plătesc di Eduardo De Filippo (Mama)
- Când vine barza di Andre Roussin (Olimpe Jaquet)
- Invitație la castel di Jean Anouilh (Constesa Funella)
- ...escu di Tudor Mușatescu (Miza)
- Inelul de briliant di Liviu Rebreanu

## Teatro
Teatro di Stato di Reșița (1955-1959)
- Zina - Familia lui Allan di Gusein Muhtarov, regia Eugen Vancea, 1959
- Natalia - Vassa Jeleznova di Maksim Gor'kij, regia Eugen Vancea, 1958
- Tereza - Rețeta fericirii di Aurel Baranga, regia Eugen Vancea, 1958
- Kathleen - Kathleen di Michael Sayers, regia Iosif Maria Biță, 1958
- Făt Frumos - Înșir`te mărgărite di Victor Eftimiu, regia Alexandru Miclescu, 1958
- Agripina - Ochiul babei di Ion Creangă, regia Iosif Maria Biță, 1957
- Mariana - Nota zero la purtare di Octavian Sava și Virgil Stoenescu, regia Iosif Maria Biță, 1957
- Anejca - Judecată sângeroasă di Iosif Kaxetan Tyl, regia Ion Deloreanu, 1956
- Agnes - Școala femeilor di J.B.P. Molière, regia Gheorghe Ionescu, 1955 - Debutto

Teatro della Gioventù di Piatra Neamț (1961-1966)
- Ema, Anca - Fii cuminte, Cristofor! di Aurel Baranga, regia Cornel Todea, 1964
- Lady Torrance - Orfeu în infern di Tennessee Williams, regia Cornel Todea, 1964
- Cherry - Stația de autobuz di William Inge, regia Ion Cojar, 1964
- Concetta - Mizerie și noblețe di Eduardo Scarpeta, regia Cornel Todea, 1964
- Celia - Casa cu două intrări di Pedro Calderón de la Barca, regia Gheorghe Jora, 1963
- Lissette - Jocul dragostei și al întâmplării di Pierre de Marivaux, regia Lucian Giurchescu, 1962
- Prostituata - Generalul și nebunul di Angelo Vaghenstien, regia Cornel Todea, 1962
- Katea - Povestea unei iubiri di Konstantin Simonov, regia Cristian Munteanu, 1959
- Manți - Nu sunt Turnul Eiffel di Ecaterina Oproiu, regia Ion Cojar, 1965

Teatro nazionale di Bucarest
- Corul norilor - Comedia norilor da Aristofane, regia di Dan Tudor, 2009
- Doamna Mase - Molto, gran' impressione di Romulus Vulpescu, regia di Dan Tudor, 2009
- Amelia - Sâmbătă, duminică, luni di Eduardo De Filippo, regia di Dinu Cernescu, 2007
- Stăvăroaia - Iolul și Ion Anapoda di G.M. Zamfirescu, regia di Ion Cojar, 2006
- Ana Petrovna - Mașinăria Cehov di Matei Vișniec, regia di Cristian Ioan, 2003
- Melissa Gardner - Scrisori de dragoste di Albert Ramsdell Gurney, regia di Mircea Cornișteanu, 2001
- Phoebe - Cabotinul di John Osborne, regia di Alice Barb, 1997
- Contessina - O batistă în Dunăre di D.R. Popescu, regia di Ion Cojar, 1997
- Coana Safta - Anton Pann di Lucian Blaga, regia di Dan Micu, 1995
- La Poncia - Casa Bernardei Alba di Federico Garcia Lorca, regia di Felix Alexa, 1994
- Liubov Ranevskaia - Livada de vișini di A.P. Cehov, regia di Andrei Șerban, 1992
- Hecuba - Troienele, tratto dalla Medeea di Seneca in "Trilogia antica", regia di Andrei Șerban, 1990
- Marina - Bădăranii di Carlo Goldoni, regia di Victor Moldovan, 1988
- Chiriachița - Titanic vals di Tudor Mușatescu, regia di Mihai Berechet, 1983
- Fraulein - Gaițele di Alexandru Kirițescu, regia di Horea Popescu, 1977
- Eleonora - Trei frați gemeni venețieni de Aldi Matiuzzi Colalto, regia di David Esrig, 1973
- Chiralina - Coana Chirița di Vasile Alecsandri, regia di Horea Popescu, 1969
- Nastasia Filipovna - Idiotul di Fiodor Mihailovici Dostoievski, regia di Alexandru Finți, 1969

Teatro di Stato di Brașov
- Melissa Gardner - Scrisori de dragoste di Albert Ramsdell Gurney, regia di Mircea Cornișteanu

Teatro "Lucia Sturdza-Bulandra"
- Dacia - Titanic vals di Tudor Mușatescu, regia di Toma Caragiu

Teatro di rivista "Constantin Tănase"
- Berta - Boeing, Boeing di Marc Camoletti
- Soția - Micul infern di Mircea Ștefănescu
- Somnoiu - Funcționarul de la domenii di Petre Locusteanu

## Premi e riconoscimenti
- 1963 - Concorso repubblicano per la migliore attrice, nel ruolo di prostituta in Generalul și nebunul di Angelo Vagenstein, diretto da Cornel Todea
- 1969 - Festival Nazionale del Teatro per la migliore attrice, nel ruolo di Chiralina in "Coana Chirița" di Tudor Muşatescu, diretto da Horea Popescu
- 1976 - Premio Teatro Nazionale per l'attività artistica
- 1985 - Premio speciale della giuria per la carriera artistica
- 1995 - Festivalul Lucian Blaga: miglior attrice, nel ruolo di Coana Safta nel film "Anton Pann" di Lucian Blaga
- 1996 - Premio ACIN Romania per la miglior attrice non protagonista in Aici nu mai locuiește nimeni (Nessuno vive qui), diretto da Malvina Urşianu
- 1998 - Trofeo "Dionysos" dell'UNITER Gala Award per il film "O batistă în Dunăre" (Un fazzoletto nel Danubio) di D.R. Popescu, diretto da Ion Cojar
- 2001 - Ciak d'oro della UARF per altissimi meriti nello sviluppo dell'arte e della cultura cinematografica